# Zinnitz

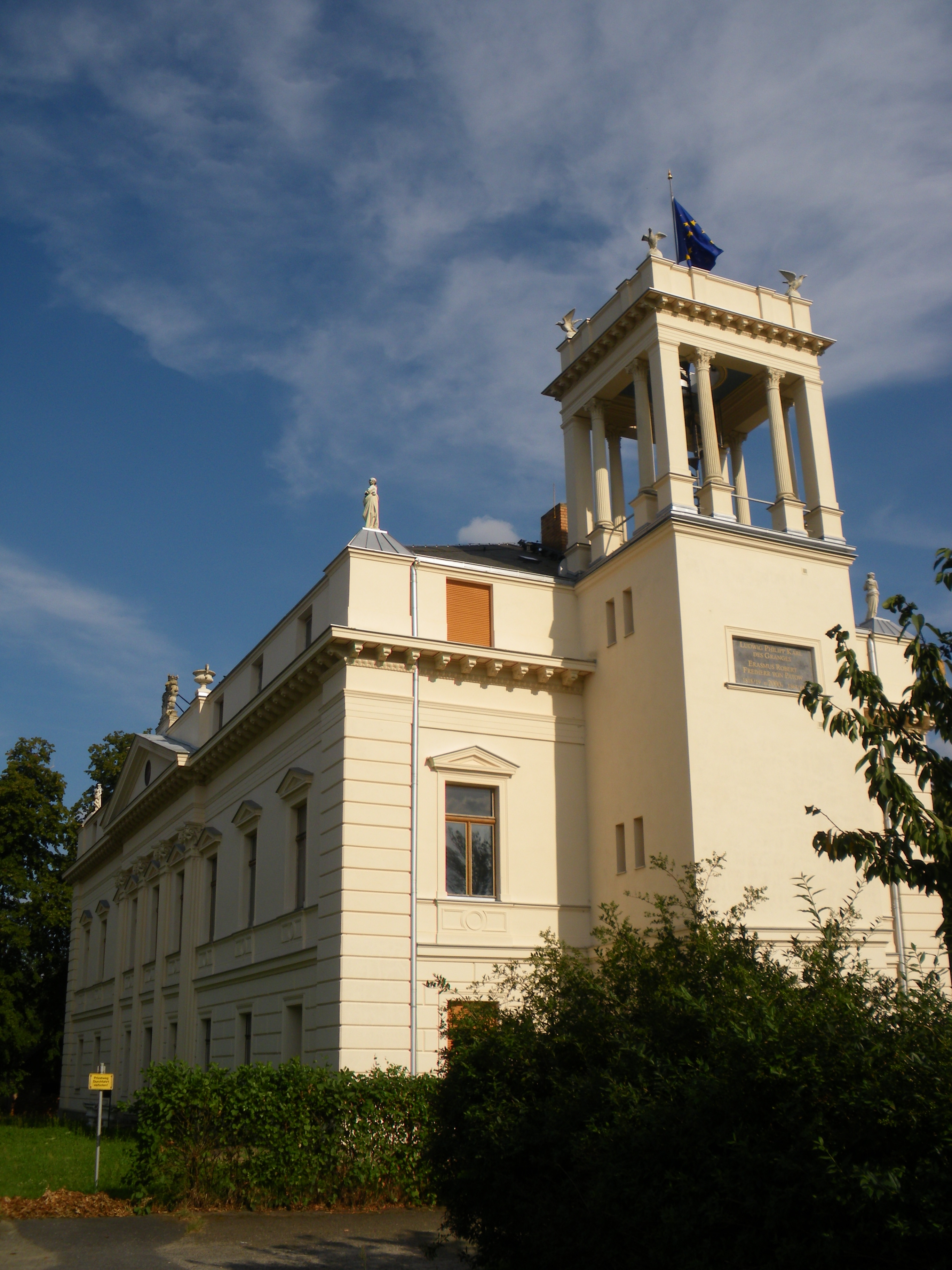
Schloss Zinnitz (Foto: 2009)

Zinnitz, niedersorbisch Synjeńce, ist ein Ortsteil der Stadt Calau im südbrandenburgischen Landkreis Oberspreewald-Lausitz. Zusammen mit dem Ortsteil Bathow bildete dieser bis 31. Dezember 2001 die Gemeinde Zinnitz.

## Geografie
Zinnitz liegt in der Niederlausitz im Naturpark Niederlausitzer Landrücken nordwestlich des Lausitzer Grenzwalls und südlich des Spreewalds. Nordwestlich des Ortes liegt der Luckauer Ortsteil Schlabendorf am See mit dem Schlabendorfer See und schließlich die Stadt Luckau, die zum Landkreis Dahme-Spreewald gehört. Nordöstlich folgt der ehemalige Tagebau Schlabendorf-Nord und der Lübbenauer Ortsteil Kittlitz mit seinen Gemeindeteilen Lichtenau und Schönfeld und schließlich Lübbenau/Spreewald. Zwischen Zinnitz und dem Ortsteil Bathow befindet sich östlich die Anschlussstelle 12 (Calau) der BAB 13. Südöstlich befindet sich der Calauer Ortsteil Groß Jehser mit Mallenchen und Erpitz, in östlicher Richtung folgen der Zinnitzer Ortsteil Bathow, der ehemalige Tagebau Seese-West und der Calauer Ortsteil Buckow sowie die Stadt Calau. Südlich befindet sich der ehemalige Tagebau Schlabendorf-Süd, gefolgt vom Luckauer Ortsteil Fürstlich Drehna, der ebenfalls zum Landkreis Dahme-Spree gehört und weiter südlich folgt die Gemeinde Crinitz im Amt Kleine Elster (Niederlausitz), das zum Landkreis Elbe-Elster gehört.
Zu Zinnitz gehört der Gemeindeteil Bathow (Batowk).

## Geschichte

### Ortsgeschichte

#### Früh- und Neuzeit
Nach Heinrich Berghaus gehört Zinnitz „zu denjenigen Ortschaften der Niederlausitz, welche am frühesten in der Geschichte genannt werden, schon Anfang des 11. Jahrhunderts im Chronico des Bischofs Dithmar von Merseburg als eines der festen Schlösser des Landes“. Das Dorf mit Rittergut „Ciani, Zizani oder Sciciani“ sei demnach zeitweise Residenz des polnischen Herzogs Bolesław I. gewesen und soll auch Ausgangspunkt eines fruchtlosen Angriffs auf das nach Polen ziehende deutsche Heer im Jahre 1014 gewesen sein. Allerdings scheinen neuere Forschungen die Aussagen von Berghaus zu widerlegen beziehungsweise dahingehend zu relativieren, dass das heutige Zinnitz wohl nicht der Ort jener Ereignisse gewesen sein soll. Vielmehr sind in 2 km Entfernung zu Zinnitz unweit des ehemaligen Dorfes Presenchen (südlich vom Luckauer Ortsteil Schlabendorf) archäologisch dokumentierte Reste eines größeren slawischen Burgwalls gefunden worden, deren Dendrodaten auf die fraglichen Zeiträume verweisen

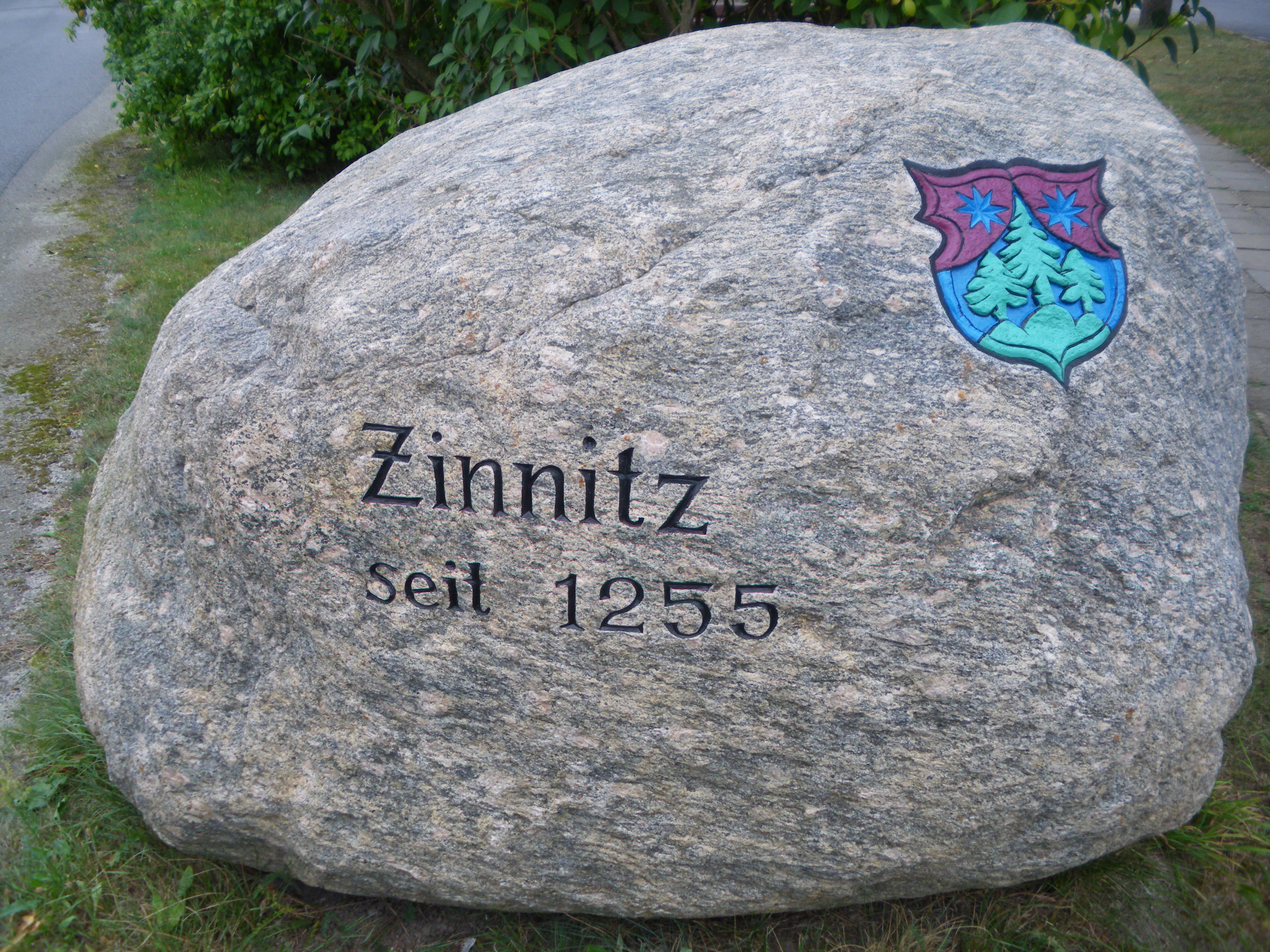
Wappenstein (Foto: 2009)

Um 1255 erschien mit einem Gebhard das Geschlecht v. Cynnitz in der Niederlausitz. Dieses Schreiben des Klosters Doberlugk gilt als früheste überlieferte schriftliche Erwähnung des Ortes. Damit ist Zinnitz wahrscheinlich älter als die Stadt Calau, deren Ortsteil es heute ist. Am 3. August 1301 veräußerte Markgraf Dietrich der Jüngere die Mark Lausitz an den Erzbischof Burchard von Magdeburg, unter den dazugehörigen Höfen auch die „curia Zcinnitz“.
Das Rittergut Zinnitz befand sich in den folgenden Jahrhunderten in Privatbesitz der Familien von Buxtorff, von Goerner, von Mühlenfels, von Rohr, Heintze, von Beeren, von Berge, von Trosky, des Granges, zu Lynar und von Patow. Es brachte berühmt gewordener Persönlichkeiten hervor, von denen an dieser Stelle Dietrich III. von Bocksdorf (Bischof von Naumburg) und Pauline Gräfin von Nostitz (Schriftstellerin und Forschungsreisende) zu erwähnen wären.
In Zinnitz wurde auch Anna Margareta Burmeister geboren, die in einem von August dem Starken von Sachsen (1670–1733) angestrengten Hexenprozess in Dresden zusammen mit Ursula Margarethe von Neitschütz, geb. von Haugwitz, der Mutter von Magdalena Sibylla von Neitschütz, 1695 vor Gericht stand. Beide sollen den sächsischen Kurfürsten Johann Georg III. (1647–1691) ermordet und dessen Nachfolger Johann Georg IV. (1668–1694) durch Zauberei verhext haben.
Das Schloss Zinnitz war auch Wohnsitz von Philipp Ludwig Sigismund Bouton des Granges (erster Chef des preußischen Feldjägerregiments) und Robert von Patow (Preußischer Finanzminister), die beide Wesentliches zu dessen heutiger baulicher Gestalt beigetragen haben.

#### 20. Jahrhundert
1917/18 begann sich die Ilse Bergbau AG für den Ort zu interessieren, die Zeit der Kohleförderung begann jedoch erst viele Jahre später. Im Jahr 1929 kaufte die Deutsche Reichsbahn-Gesellschaft das Gut. Dieselbe Gesellschaft begann in den Folgejahren mit dem Bau der Reichsautobahn.
Von 1939 bis 1944 war Zinnitz ein Standort des Reichsarbeitsdiensts (nationalsozialistisches Arbeitsmaidenlager im Schloss). Nach den Wirren des Kriegsendes wurden Schloss und Kinderheim zu Flüchtlingswohnheimen. Die Einwohnerzahl erhöhte sich dadurch stark.
Am 1. Juli 1950 wurde die bis dahin eigenständige Gemeinde Pademack eingegliedert.
In der DDR-Zeit war Zinnitz zunächst Schulstandort, später auch Sitz einer Landwirtschaftlichen Produktionsgenossenschaft.
In den 1960er Jahren begann der Braunkohletagebau im großen Maßstab. Rund um den Ort gab es gleich drei Tagebaufelder: Seese-West, Schlabendorf-Nord und Schlabendorf-Süd. Dadurch entstanden südlich des Ortes weitläufige Tagesanlagen mit vielen Arbeitsplätzen. Andererseits wurde durch die Tagebaue das Umfeld stark beeinträchtigt: Der Grundwasserspiegel sank dramatisch, Bäume starben ab, Ortsteile verschwanden (vergleiche hierzu auch die Liste der abgebrochenen Orte im Lausitzer Kohlerevier). Seit Anfang der 1990er Jahre befinden sich alle drei ehemaligen Tagebaue in der Rekultivierung. Es entstehen seitdem eine Reihe großflächiger Erholungsseen nördlich und westlich von Zinnitz.
Am 31. Dezember 2001 wurde Zinnitz (mit dem Ortsteil Bathow) gemeinsam mit Buckow, Craupe, Groß Jehser und Gollmitz in die Stadt Calau eingegliedert.

### Einwohnerentwicklung

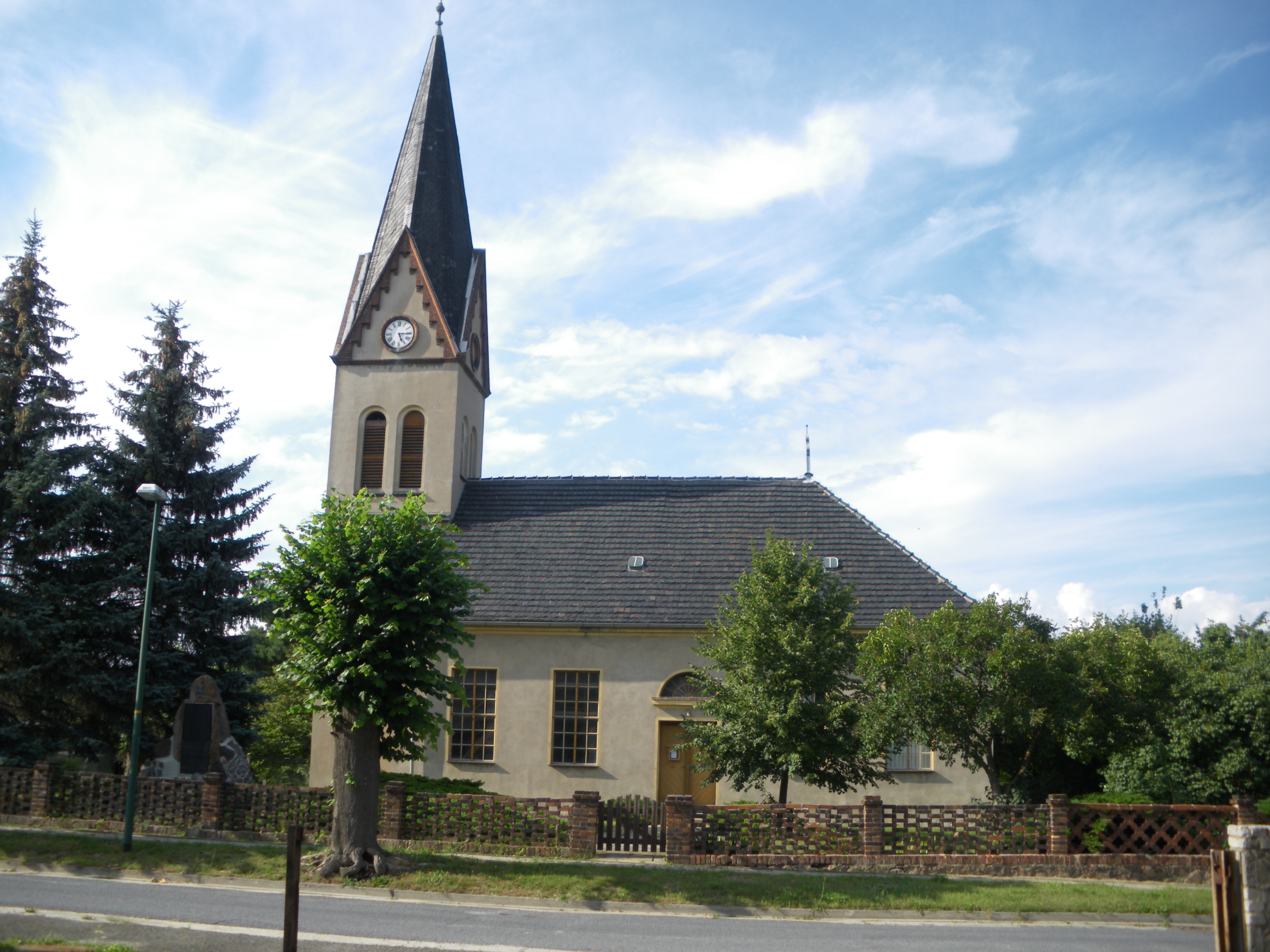
Dorfkirche von 1818; die Turmspitze stammt von einem Umbau um 1900

| Jahr | Einwohner | Jahr | Einwohner | Jahr | Einwohner | Jahr | Einwohner | Jahr | Einwohner | Jahr | Einwohner |
| ---- | --------- | ---- | --------- | ---- | --------- | ---- | --------- | ---- | --------- | ---- | --------- |
| 1875 | 321       | 1933 | 288       | 1964 | 497       | 1989 | 301       | 1993 | 301       | 1997 | 321       |
| 1890 | 285       | 1939 | 272       | 1971 | 452       | 1990 | 308       | 1994 | 297       | 1998 | 327       |
| 1910 | 293       | 1946 | 464       | 1981 | 334       | 1991 | 300       | 1995 | 310       | 1999 | 343       |
| 1925 | 280       | 1950 | 676       | 1985 | 333       | 1992 | 306       | 1996 | 322       | 2000 | 347       |

## Sehenswürdigkeiten und Tourismus
- Das Schloss Zinnitz ist ein klassizistisches Herrenhaus, das in seinen Ursprüngen auf ein Rittergut aus dem 11. Jahrhundert zurückgeht.
- Die Dorfkirche Zinnitz entstand im Zusammenhang mit dem Neubau des Herrenhauses im Jahr 1818. Die Kirchenausstattung stammt aus dieser Zeit. 1900 wurde der Kirchturm angebaut. Kirche und Schloss gehören zu den Baudenkmalen in Calau.
- Durch Zinnitz verläuft der Fürst-Pückler-Radfernweg.

## Wirtschaft und Infrastruktur
Bereits im Mittelalter verlief die Fernstraße von Hamburg nach Breslau durch Luckau, Schlabendorf und Zinnitz von Nordwesten nach Südosten. Mit der Entwicklung der Eisenbahn verlor diese Straße ihre alte Bedeutung für den Fernverkehr.
In den 1930er Jahren entstand die Trasse der heutigen Bundesautobahn 13, die Berlin im Norden mit Dresden im Süden verbindet und zwischen Zinnitz und Bathow die Anschlussstelle Calau erhielt. Dadurch besitzt Zinnitz eine sehr gute überregionale Straßenverkehrsanbindung, aber auch an den nahen Spreewald.
Heute gibt es im Ort ein Architekturbüro, eine Kfz-Werkstatt mit Autolackiererei, einen Kurierdienst, die Freiwillige Feuerwehr Zinnitz, ein Gemeindehaus und eine Kindertagesstätte.

## Persönlichkeiten
- Dietrich von Bocksdorf (* um 1410–1466), geboren in Zinnitz, Bischof von Naumburg.
- Philipp Ludwig Siegmund Bouton des Granges (1731–1801), königlich-preußischer Generalmajor und Chef des Regiments Feldjäger. Ehemaliger Besitzer des Herrenhauses Zinnitz
- Robert von Patow (1804–1890), geboren in Mallenchen, preußischer Politiker. Ehemaliger Besitzer des Schlosses Zinnitz
- Andreas H. Apelt (* 12. Januar 1958 in Luckau/Brandenburg, aufgewachsen in Zinnitz), Autor, Publizist, Bürgerrechtler in der DDR und von 1990 bis 2006 Mitglied des Berliner Abgeordnetenhauses. 2016 Bundesverdienstkreuz am Bande